# Karol Doczkał
Karol Doczkał (ur. 4 listopada 1895 w Rybnej, zm. 1940 w Kalininie) – kapitan piechoty Wojska Polskiego, nadkomisarz Straży Granicznej II RP, ofiara zbrodni katyńskiej.

## Życiorys
Syn Józefa i Jadwigi z Czechów. Od 4 sierpnia 1914 roku żołnierz Legionów Polskich. O 29 lutego 1919 roku w V Dywizji Syberyjskiej. Od 29 czerwca 1921 roku do 27 lipca 1922 roku w Wojsku Polskim. Uczestnik wojny polsko-bolszewickiej, porucznik piechoty rezerwy. Od 9 października 1922 roku w Straży Granicznej, służył m.in. w Katowicach. We wrześniu 1939 roku pełnił funkcję kierownika działu gospodarczego 2 Pomorskiego Okręgu Straży Granicznej w Bydgoszczy. Na stopień kapitana został mianowany ze starszeństwem z 19 marca 1939 i 59. lokatą w korpusie oficerów rezerwy piechoty.
Po agresji ZSRR na Polskę w 1939 roku znalazł się w niewoli radzieckiej w specjalnym obozie NKWD w Ostaszkowie. Zamordowany przez NKWD wiosną 1940 roku w Kalininie jako jedna z ofiar zbrodni katyńskiej. Pochowany w Miednoje.

## Ordery i odznaczenia
- Krzyż Niepodległości (19 czerwca 1938)[2]
- Krzyż Walecznych
- Srebrny Krzyż Zasługi (19 marca 1937)[3]
- Medal Pamiątkowy za Wojnę 1918–1921
- Medal Dziesięciolecia Odzyskanej Niepodległości
- Brązowy Medal za Długoletnią Służbę

## Awans pośmiertny i upamiętnienie
26 października 2007 roku Karol Doczkał został pośmiertnie awansowany na stopień inspektora Straży Granicznej. 
20 kwietnia 2010 przy Zespole Szkół w Humniskach posadzono poświęcony mu Dąb Pamięci.